# Morgan Bates
Morgan Bates (* 12. Juli 1806 im Warren County, New York; † 2. März 1874 in Traverse City, Michigan) war ein US-amerikanischer Politiker. Zwischen 1869 und 1873 war er Vizegouverneur des Bundesstaates Michigan.

## Werdegang
Morgan Bates absolvierte eine Lehre im Druckerhandwerk und war danach in der Zeitungsbranche tätig. 1826 gründete er in Pennsylvania seine erste Zeitung. Später ging er nach New York City, wo er für Horace Greeley arbeitete, mit dem er befreundet war. Im Jahr 1833 kam er nach Detroit, wo er für die Zeitung Detroit Advertiser arbeitete. Zwischenzeitlich wurde er Eigentümer dieser Zeitung. Diese stand der Whig Party nahe, der Bates angehörte. Zwischen 1849 und 1856 reiste er während des Goldrauschs zweimal nach Kalifornien, wo er in San Francisco mit der Alta California die erste Tageszeitung westlich der Rocky Mountains gründete. Im Jahr 1856 kehrte er nach Michigan zurück.
Inzwischen hatte sich Bates der Republikanischen Partei angeschlossen. Zwei Jahre lang arbeitete er für den Staatsrevisor (Auditor General) von Michigan in Lansing. Anschließend zog er nach Traverse City, wo er 16 Jahre lang eine Zeitung herausgab. Von 1861 bis 1865 sowie nochmals seit 1869 bis zu seinem Tod fungierte er als Kämmerer im Grand Traverse County. Im Mai 1868 nahm er als Delegierter an der Republican National Convention in Chicago teil, auf der Ulysses S. Grant als Präsidentschaftskandidat nominiert wurde. Im selben Jahr wurde Bates an der Seite von Henry P. Baldwin zum Vizegouverneur von Michigan gewählt. Dieses Amt bekleidete er zwischen 1869 und 1873. Dabei war er Stellvertreter des Gouverneurs und Vorsitzender des Staatssenats. Er starb am 2. März 1874 in Traverse City, wo er auch beigesetzt wurde.